# Beilen
Beilen est un village situé dans la commune néerlandaise de Midden-Drenthe, dans la province de Drenthe. Le 1er janvier 2023, le village comptait 11 611 habitants.
Le 1er janvier 1998, l'ancienne commune indépendante de Beilen a fusionné avec Smilde et Westerbork pour former la nouvelle commune de Midden-Drenthe. Beilen en est aujourd'hui le chef-lieu de commune.

## Géographie
Le village est situé entre la ligne ferroviaire Groningen - Zwolle, l'autoroute A28, la route provinciale N381 et la réserve naturelle de Terhorsterzand. La gare de Beilen est située à l'extrémité est du village. Beilen avec sa filiale Beilen compte plus de 11 000 habitants, le village de Beilen compte environ 9 700 habitants. La commune entière de Midden-Drenthe compte environ 33 000 habitants. Beilen est situé au milieu de la Drenthe et est donc aussi appelé le cœur de la Drenthe.

## Histoire
Des recherches ont montré que des hommes vivaient déjà autour de Beilen il y a environ 20 000 ans. En 1139, Beilen est mentionnée pour la première fois dans une charte (« Bele »). Des vestiges d'anciennes colonies et de cimetières ont été régulièrement découverts grâce à l'exploitation minière au siècle dernier.
Le 8 août 1820, un incendie détruit une grande partie de Beilen. Seule l'ancienne église (l'église Saint-Étienne) a été conservée.
Début octobre 1922, fut ouvert le Beileroord Gesticht, un établissement psychiatrique pour le soin familial des aliénés et des attardés mentaux des provinces de Drenthe, de Frise et de Groningue. En 1924, le Dr Murk Westerterp fut nommé premier directeur. En 1927, il y avait 177 patients, dont 139 hébergés dans des familles de Beilen et des environs. Beileroord a été considérablement agrandi après la Seconde Guerre mondiale et a ensuite fusionné avec d'autres établissements de santé pour former Espria. Sous le nom de GGZ Drenthe, c'est aujourd'hui l'un des plus grands employeurs de Beilen.[3]
Le 2 décembre 1975, un train a été détourné près de Wijster par des jeunes des Moluques du Sud, après quoi un centre politique a été créé à Beilen (voir Détournement de train près de Wijster). Les pirates de l'air ont abattu trois personnes, l'ingénieur et deux passagers, et se sont rendus au bout de près de deux semaines.
Jusqu'en 1998, Beilen était une commune. Après la réorganisation communale, Beilen a été incorporée à la commune de Middenveld. Le nom de cette commune a été changé en Midden-Drenthe en 2000. Le drapeau et les armoiries, tels qu'illustrés sur cette page, sont les anciens drapeau et armoiries municipales.

### Trésor d'or de Beilen
En 1955, une importante découverte archéologique fut faite à Beilen, un trésor en or datant d'environ 400, composé d'un bracelet, de torques et de 22 pièces d'or romaines, appelées solidi.[4] C'était le trésor le plus riche du terroir de Drenthe. Les découvreurs étaient MM. Beuving et Barkhof. La découverte peut être vue au Musée Drents à Assen.